# Carole Hodgson
Pour les articles homonymes, voir Hodgson.
Carole Hodgson, née en 1940 à Londres, est une sculptrice britannique,,.

## Formation
Hodgson a étudié à la Wimbledon School of Art de 1957 à 1962 et à la Slade School of Fine Art de 1962 à 1964. 

## Carrière
Elle est professeur émérite de beaux-arts et de sculpture à l'Université de Kingston et membre de la Royal British Society of Sculptors. Elle s'inspire de divers sujets tels que les anciennes sculptures de la Grèce ou les paysages gallois. Hodgson expose à la Flowers Gallery au Royaume-Uni depuis 1973, qui a abouti à une rétrospective majeure de son travail à la galerie en 2015.